# Ju Chao

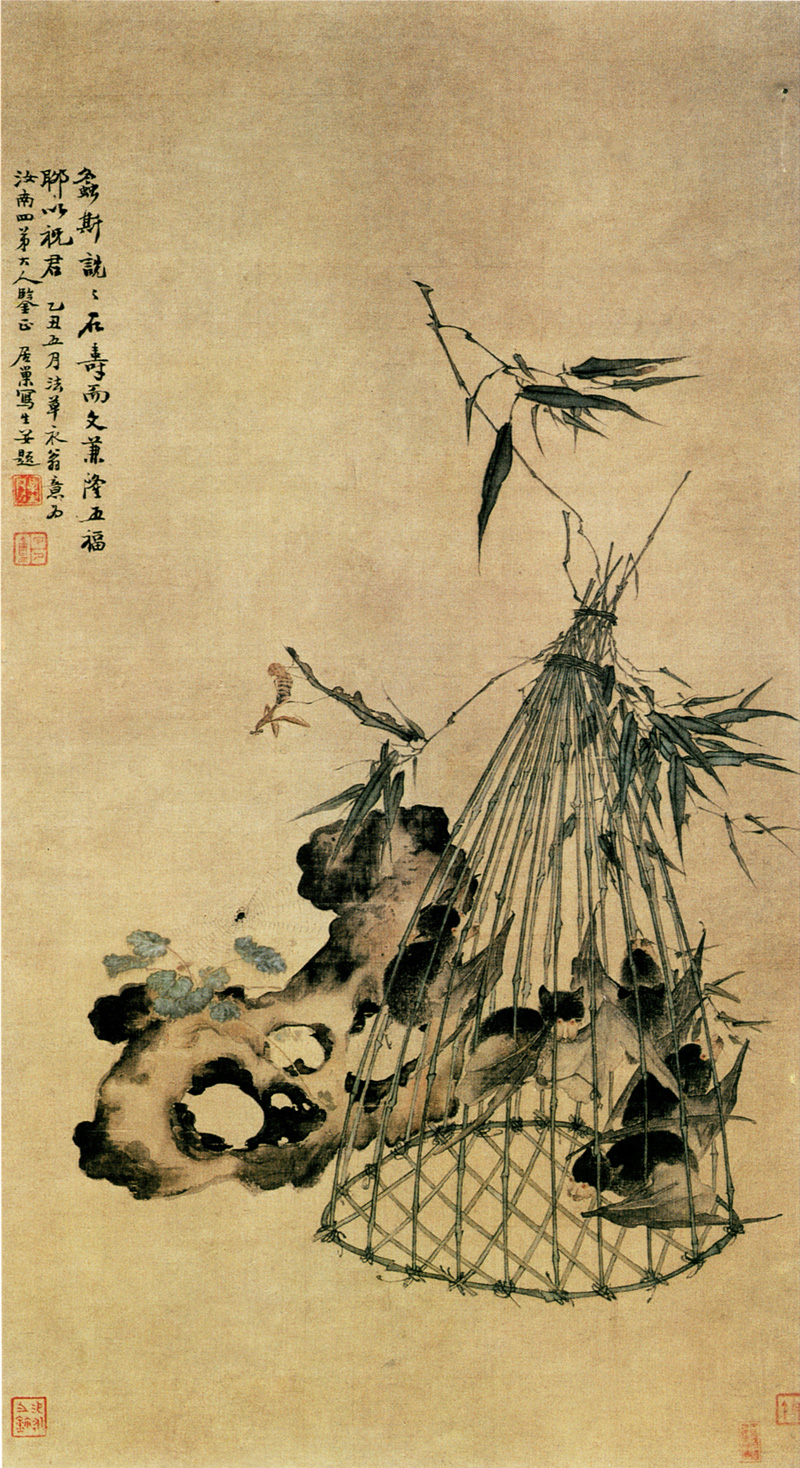
Cinc ratpenats Museu Provincial de Guangdong

Ju Chao (xinès simplificat: 居巢; xinès tradicional: 居巢; pinyin: Jū Cháo) fou un poeta i cèlebre pintor xinès que va viure sota la dinastia Qing.
Va néixer l'any 1811 i va morir el 1865, Era cosí del també pintor de Ju Lian, encara que altre fonts mencionen que ell, en realitat. era el germà gran d'aquest artista. Autor de “Poemes de Shouxie Shi” i de “Yanyu Ci”. Va destacar com a pintor de flors i ocells. Pels seus vincles amb Gao Jianfu, Gao Qifeng i Chen Shuren (Gao Jianfu i Chen havien estat deixebles de Ju i tots els mencionats eren grans amants de la natura) aquest artista i Ju Lian es consideren els pioner de la denominada Escola Lingnan d'Art.